# نگارمن
نِگارمَن روستایی در شهرستان شاهرود است.
از نامهای این روستا می‌توان به نیگارمن، نکارمن، نگارمن نام برد.
در دوره قاجار نام این روستا نکاربُن ذکر شده است.

## موقعیت
این روستا در دهستان خرقان در بخش بسطام جای دارد و براساس سرشماری مرکز آمار ایران در سال ۱۳۸۵، جمعیت آن برابر با ۶۹ نفر (۲۳ خانوار) بوده است.روستا در ۲۵کیلومتری شمال شاهرود و قبل از شهر مجن است در منطقه کوهستانی شاهرود بنا شده است و آب و هوای آن در تابستان معتدل و بسیار خنک و در زمستان سرد خشک می‌باشد. پیشه اکثر مردم ده کشاورزی و دامداری است.

## جاذبه‌های طبیعی
آبشار نگارمن و چشمه نگارمن از دیدنی‌های این روستا به‌شمار می‌رود. در مسیر چشمه و آبشار، درختچه‌های قطار شده زرشک و گیاهان زیبای وحشی به چشم می‌خورد که از دیدنی‌های شاهرود و روستای نگارمن است.
چشمه نگار من در ۲۳کیلومتری شمال غربی شاهرود و ۵کیلومتری روستای نگار من واقع شده است. این چشمه از میان سنگهای آهکی خارج می‌شود و درجه سختی آب بسیار کم است و قابل شرب و گواراست.
در دل کوه شاهوار در میان صخره‌ها آبشار نگارمن قرار دارد این آبشار کوچک اما بسیار زیباست و در۳کیلومتری روستا واقع شده است.
رودخانه فصلی به طول ۱۵کیلومتر از دامنه جنوبی کوه شاهوار از چشمه زیبای نگارمن سر چشمه می‌گیرد و بعد از سیراب کردن اراضی کشاورزی، دشتها و دامنه کوه شاهوار به رودخانه تاش می‌پیوندد. این رودخانه در فصل تابستان خشک است.